# Бухарина, Галина Петровна
Гали́на Петро́вна Буха́рина (род. 14 февраля 1945, Воронеж) — советская легкоатлетка, бронзовый призёр Олимпийских игр.

## Спортивная карьера
На Олимпиаде 1968 года в Мехико Галина Бухарина завоевала бронзовую медаль в эстафете 4×100 метров вместе с Людмилой Маслаковой, Верой Попковой и Людмилой Самотёсовой.
Галина Бухарина приняла участие также в Олимпийских играх 1972 года в Мюнхене, где заняла 8 место в четвертьфинальном забеге на 100 метров и 5 место в составе эстафетной четвёрки 4×100 метров.
Чемпионка СССР 1970 в беге на 100 метров; 1967, 1971, 1972 годов в эстафете 4×100 метров.

## Биография
В 1964 году закончила металлургическое отделение Каменск-Уральского алюминиевого техникума. После завершения спортивной карьеры закончила экономический факультет МГУ. Работала тренером, воспитала чемпиона Олимпиады 80 года в эстафете 4×100 м Никоаля Чернецкого.
В настоящее время работает по контракту в США. Воспитывает двух детей, успешно совмещая тренерскую работу с заботой о семье.